# Henry Thrun
Henry Thrun (Southborough, Massachusetts, 12 de marzo de 2001) es un jugador profesional estadounidense de hockey sobre hielo que se desempeña en la posición de defensor izquierdo en San Jose Sharks, equipo de la National Hockey League (NHL).

## Carrera
Fue seleccionado en la cuarta ronda en la NHL Entry Draft de 2019. En 2022 hizo su debut profesional con el equipo San Jose Sharks, donde lleva jugando dos temporadas.